# Lespedeza tomentosa
Lespedeza tomentosa är en ärtväxtart som först beskrevs av Carl Peter Thunberg, och fick sitt nu gällande namn av Carl Maximowicz. Lespedeza tomentosa ingår i släktet Lespedeza och familjen ärtväxter. Inga underarter finns listade i Catalogue of Life.